# Bajil (huyện)
Huyện Bajil là một huyện thuộc tỉnh Al Hudaydah, Yemen. Đến thời điểm năm 2003, huyện này có dân số 169884 người